# Championnats d'Asie de BMX freestyle 2023
Navigation
Édition précédente Édition suivante
Les championnats d'Asie de BMX freestyle 2023 ont lieu le 15 juillet 2023 à Tagaytay aux Philippines.

## Podiums
| Épreuves           | Or               | Argent          | Bronze            |
| ------------------ | ---------------- | --------------- | ----------------- |
| BMX Freestyle Flat |                  |                 |                   |
| Élite hommes       | Moto Sasaki      | Masato Ita      | Pakphum Poosa-Art |
| Élite femmes       | Sakura Kawaguchi | Kirara Nakagawa | Sudarat Suvanich  |
| BMX Freestyle Park |                  |                 |                   |
| Élite hommes       | Rim Nakamura     | Joji Mizogaki   | Sha Xiaolong      |
| Élite femmes       | Deng Yawen       | Zheng Qian      | Nene Naito        |